# إرنست ليستر
إرنست ليستر (بالإنجليزية: Ernest Lister) وهو سياسي أمريكي ينتمي إلى الحزب الديمقراطي ولد إرنست ليستر في 15 حزيران - يونيو من سنة 1870 في مدينة هاليفاكس بإنجلترا شغل إرنست ليستر منصب حاكم ولاية واشنطن الأمريكية في 11 كانون الثاني من سنة 1913 إلى وفاته في 14 حزيران من سنة 1919.